# هاري بلات
السير هاري بلات (7 أكتوبر 1886 ـ 20 ديسمبر 1986) هو جراح عظام إنجليزي، كان رئيسًا للجمعية الملكية للطب (1931 ـ 1932)، ورئيسًا لكلية الجراحين الملكية بإنجلترا (1954 ـ 1957)، كما كان من مؤسسي رابطة جراحة العظام البريطانية، التي رأسها عامي 1934 و1935.

## حياته وسيرته العلمية والعملية
ولد بلات في ثورنام بمنطقة مانشستر الكبرى، وأصيب في طفولته بداء السل في ركبته فكان تعليمه الأولي في المنزل. التحق فيما بعد بجامعة فيكتوريا في مانشستر لدراسة الطب، ليتخرج سنة 1909 بشهادة مزدوجة من جامعتي فيكتوريا ولندن. وبعد أن أنهى فترة عمله كطبيب مقيم وطبيب مسجل، عمل معلمًا للتشريح بمشفى مانشستر الملكي.
تدرب بلات على جراحة العظام في المستشفى الملكي الوطني للعظام بلندن وفي بوسطن بالولايات المتحدة الأمريكية، وعُين لدى عودته إلى إنجلترا سنة 1914 بمستشفى أنكوتس، إلا أنه لم يلبث أن صار الجراح المسؤول عن مركز عسكري لجراحة العظام في مانشستر برتبة كابتن (نقيب) في الفيلق الطبي بالجيش الملكي البريطاني.
وما إن حلت سنة 1932، حتى صار بلات كبير الجراحين الشرفيين والجراح المسؤول عن خدمات جراحة العظام في مستشفى أنكوتس، واستشاريًا لجراحة العظام لدى مجلس مقاطعة لانكشير. وفي سنة 1939، عاد إلى تدرجه الأكاديمي، فعُين أستاذًا لجراحة العظام بجامعة مانشستر.

## أساتذته وتلاميذه
تأثر بلات بأعمال السير روبرت جونز وبفترة تدريبه في الولايات المتحدة، واقتبس بعضًا من الأساليب الأمريكية في التدريب والتنظيم الطبيين. وكان ممن تأثروا به السير جون تشارنلي.

## عضويته في الجمعيات العلمية المتخصصة
في سنة 1940، انتُخب بلات عضوًا بمجلس كلية الجراحين الملكية، وهو المنصب الذي ظل فيه ثمانية عشر عامًا، انتُخب أثناءها نائبًا للرئيس عامي 1949 و1950، ثم رئيسًا بين عامي 1954 و1957.

## التكريم
في سنة 1948 حصل بلات على لقب سير (فارس).